# Gorzupia (Groot-Polen)
Gorzupia is een plaats in het Poolse district  Krotoszyński, woiwodschap Groot-Polen. De plaats maakt deel uit van de gemeente Krotoszyn en telt 695 inwoners.

## Verkeer en vervoer
- Station Gorzupia